# Holy Cross Cemetery (Culver City)
Holy Cross Cemetery è un cimitero cattolico situato al 5835 West Slauson Avenue a Culver City, California, gestito dall'Arcidiocesi di Los Angeles.
È parzialmente nei confini della città di Culver City.
Il cimitero è stato aperto nel 1939 e misura 0.81 km². Contiene, tra le altre, le tombe e le tombe di diversi professionisti del mondo dello spettacolo. Molte celebrità sono nelle sepolte vicino a "La Grotta" nella parte sud-ovest del cimitero.

## A
- Gypsy Abbott (1887 - 1952), attrice
- Jean Acker (1893 - 1978), attrice (prima moglie di Rodolfo Valentino)
- Frank Albertson (1909 - 1964), attore
- Sara Allgood (1879 - 1950), attrice
- Ramsay Ames (1919 - 1998), attrice
- Tod Andrews (1914 - 1972), attore
- Richard Arlen (1898 - 1976), attore
- Henry Armetta (1888 - 1945), attore
- Mary Astor (1906 - 1987), attrice

## B
- Joan Banks (1918 - 1998), attrice
- Sam Barry (1892 - 1950), giocatore di basket
- John Beradino (1917 - 1996), attore
- Johnny Bero (1922 - 1985), giocatore di baseball
- Russell Birdwell (1903 - 1977), regista
- Sally Blane (1910 - 1997), attrice
- Alfred S. Bloomingdale (1916 - 1982), imprenditore
- Joseph Bodner (1925 - 1982), pittore
- Ray Bolger (1904 - 1987), attore
- Fortunio Bonanova (1895 - 1969), attore e cantante
- Charles Boyer (1899 - 1978), attore
- Scott Brady (1924 - 1985), attore
- Keefe Brasselle (1923 - 1981), attore
- Frederick Brisson (1912 - 1984), produttore
- Argentina Brunetti (1907 - 2005), attrice
- Daws Butler (1916 - 1988), doppiatore

## C
- John Candy (1950 - 1994), attore
- Macdonald Carey (1913 - 1994), attore
- Walter Catlett (1889 - 1960), attore
- Marguerite Chapman (1918 - 1999), attrice
- Jackie Coogan (1914 - 1984), attore
- Darby Crash (1958 - 1980), musicista
- Bing Crosby (1903 - 1977), attore, cantante e ballerino

## D
- Mona Darkfeather (1882 - 1977), attrice
- Bobby Day (1928 - 1990), cantante
- Dennis Day (1916 - 1988), cantante
- Pedro de Cordoba (1881 - 1950), attore
- Frederick De Cordova (1910 - 2001), regista e produttore
- Eadie Del Rubio (1921 - 1996), cantante
- Elena Del Rubio (1921 - 2001), cantante
- Jean Del Val (1891 - 1975), attore francese di origine inglese
- Ralph De Palma (1882 - 1956), pilota automobilistico
- John Doucette (1921 - 1994), attore
- Constance Dowling (1920 - 1969), attrice
- Tom Drake (1918 - 1982), attore
- Al Dubin (1891 - 1945), cantante lirico
- Jimmy Durante (1893 - 1980), entertainer

## E
- Richard Egan (1921 - 1987), attore
- Vince Edwards (1928 - 1996), attore

## F
- John Fante (1909 - 1983), scrittore
- John Farrow (1904 - 1963), regista australiano naturalizzato statunitense
- Emily Fitzroy (1860 - 1954), attrice inglese
- James Flavin (1906 - 1976), attore
- Joe Flynn (1924 - 1974), attore e doppiatore
- John Ford (1894 - 1973), regista
- Wallace Ford (1898 - 1966), attore britannico naturalizzato statunitense
- Victoria Forde (1896 - 1964), attrice
- Norman Foster (1903 - 1976), regista, attore e sceneggiatore
- Mary Frann (1943 - 1998), attrice

## G
- Cedric Gibbons (1893 - 1960), scenografo e regista, irlandese naturalizzato statunitense, disegnatore delle statuette dei premi Oscar
- James Gleason (1882 - 1959), attore e regista
- Bonita Granville (1923 - 1988), attrice

## H
- Jack Haley (1898 - 1979), attore e comico
- Jack Haley, Jr. (1933 - 2001), regista, produttore e scrittore
- Joe Hamilton (1929 - 1991), produttore
- Kipp Hamilton (1934 - 1981), attrice
- Fred Haney (1898 - 1977), giocatore MLB e manager
- Juanita Hansen (1895 - 1961), attrice
- Neal Hart, attore e regista
- Henry Hathaway (1898 - 1985), regista e produttore
- June Haver (1926 - 2005), attrice
- Allison Hayes (1930 - 1977), attrice
- Rita Hayworth (1918 - 1987), attrice e ballerina
- Chick Hearn (1916 - 2002), telecronista sportivo
- Emmaline Henry (1928 - 1979), attrice
- Hugh Herbert (1887 - 1952), attore e comico
- Conrad Hilton, Jr. (1926 - 1969), dirigente aziendale e direttore TWA, erede della catena Hilton Hotel
- Taylor Holmes (1878 - 1959), attore
- Stan Hough (1918 - 1990), ex vicepresidente della 20th Century Fox

## I
- Amparo Iturbi (1899 - 1969), compositore e pianista
- José Iturbi (1895 - 1980), compositore e pianista

## J
- Rita Johnson (1913 - 1965), attrice
- Spike Jones (1911 - 1965), musicista, attore e comico

## K
- Robert Keith (1898 - 1966), attore
- Paul Kelly (1899 - 1956), attore
- Edgar Kennedy (1890 - 1948), attore e regista
- Norman Kerry (1894 - 1956), attore
- Henry King (1886 - 1982), regista, attore e produttore
- James Kirkwood (1875 - 1963), attore, regista e sceneggiatore

## L
- Jack La Rue (1902 - 1984), attore

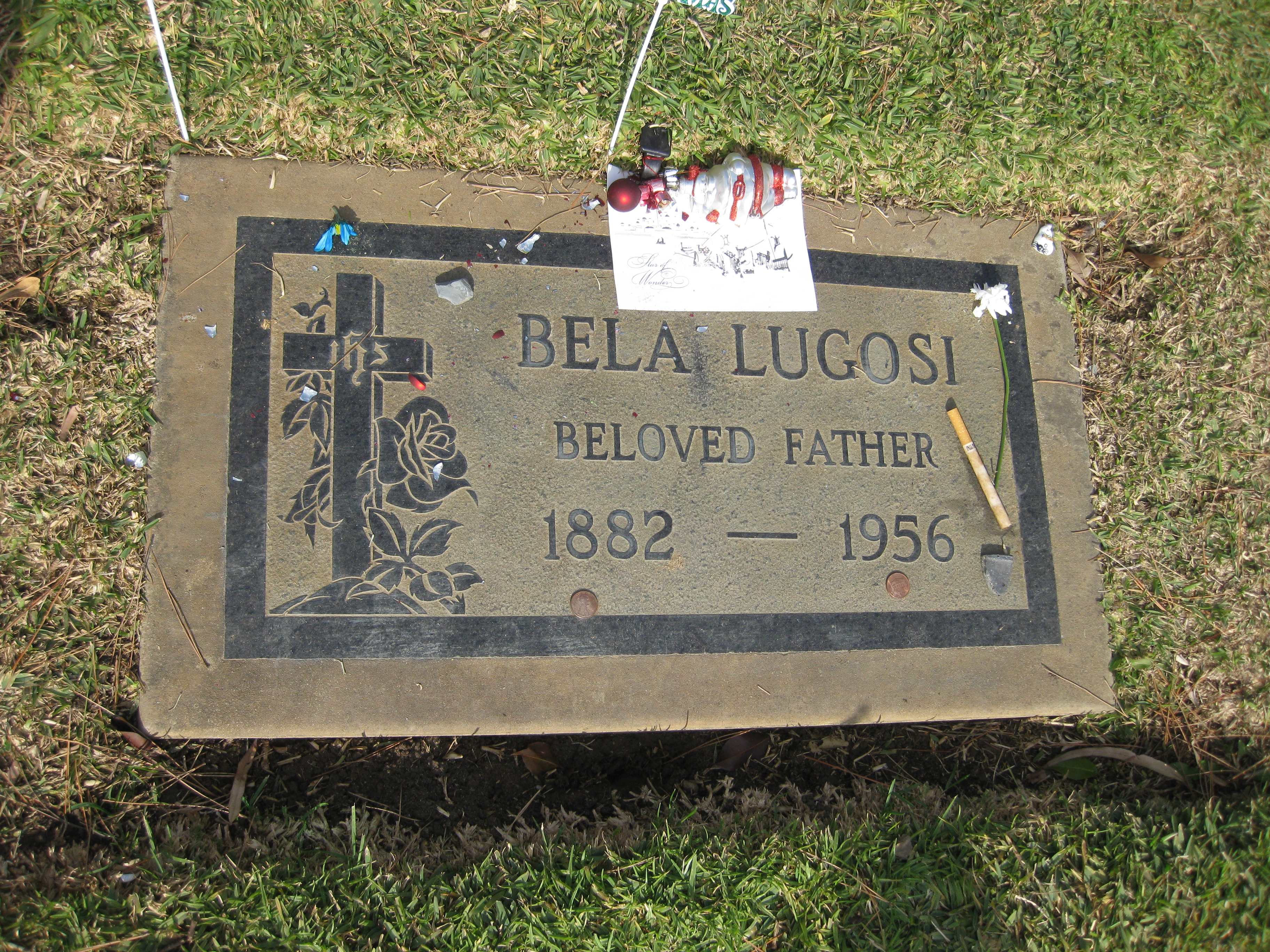
La tomba di Bela Lugosi

- sir Lancelot (1902 - 2001), cantante
- Mario Lanza (1921 - 1959), attore e cantante
- Eddie Laughton (1903 - 1952), attore
- Tim Layana (1964 - 1999), MLB pitcher
- Dorothy Leavey (1897 - 1998), filantropa
- Dixie Lee (1909 - 1952) attrice, ballerina e cantante (prima moglie di Bing Crosby)
- Jimmy Lennon (1913 - 1992), presentatore sportivo
- Joan Leslie (1925 - 2015), attrice
- Nick Licata (1897 - 1974), mafioso
- Margaret Lindsay (1910 - 1981), attrice
- David Lloyd (1934 - 2009), sceneggiatore
- Gene Lockhart (1891 - 1957), attore
- Kathleen Lockhart (1894 - 1978), attrice
- Ella Logan (1913 - 1969), attrice e cantante
- Frank Lovejoy (1912 - 1962), attore
- Peanuts Lowrey (1917 - 1986), giocatore di baseball
- Bela Lugosi (1882 - 1956), attore
- William Lundigan (1914 - 1975), attore

## M
- Donald MacBride (1893 - 1957), attore
- Ranald MacDougall (1915 - 1973), sceneggiatore e regista
- Fred MacMurray (1908 - 1991), attore
- George E. Marshall (1891 - 1975), regista, attore e sceneggiatore
- Marion Martin (1909 - 1985), attrice
- Rudolph Maté (1898 - 1964), regista, direttore della fotografia e produttore polacco naturalizzato statunitense
- May McAvoy (1899 - 1984), attrice
- Leo McCarey (1896 - 1969), regista e sceneggiatore
- Fibber McGee, radio star
- Molly McGee, radio star
- Stephen McNally (1913 - 1994),attore
- Audrey Meadows (1922 - 1996), attrice
- Ann Miller (1923 - 2004), attrice, cantante e ballerina
- Millard Mitchell (1903 - 1953), attore
- Ricardo Montalbán (1920 - 2009), attore messicano
- Thelma Morgan, socialite
- James C. Morton (1884 - 1942), attore
- Alan Mowbray (1896 - 1969), attore britannico
- William Mullins, pioniere dei microchips
- Jim Murray, sportswriter

## N
- Reggie Nalder (1907 - 1991), attore, cabarettista e ballerino austriaco
- Evelyn Nesbit (1884 - 1967), modella, ballerina e attrice
- Fred C. Newmeyer (1888 - 1967), attore e regista

## O
- Edmond O'Brien (1915 - 1985), attore
- Pat O'Brien (1899 - 1983), attore
- Helen O'Connell (1920 - 1993), conduttrice televisiva e cantante
- Barney Oldfield, pilota automobilistico
- Walter O'Malley (1903 - 1979), baseball executive

## P
- Sarah Padden (1881 - 1967), attrice
- Robert Paige (1911 - 1987), attore
- George Pal (1908 - 1980), regista e produttore ungherese naturalizzato statunitense
- Hermes Pan (1909 - 1990), ballerino e coreografo
- Louella Parsons (1881 - 1972), giornalista e scrittrice
- Chris Penn (1965 - 2006), attore
- Leo Penn (1921 - 1998), attore e regista
- Jean Peters (1926 - 2000), attrice
- ZaSu Pitts (1894 - 1963), attrice

## R
- Alejandro Rey, attore
- Kane Richmond, attore
- Hayden Rorke (1910 - 1987), attore
- Rosalind Russell (1907 - 1976), attrice
- Eileen Ryan (1927 - 2022), attrice

## S
- Nazli Sabri (1894 - 1978), regina consorte d'Egitto
- Gia Scala (1934 - 1972), attrice britannica naturalizzata statunitense
- Fred F. Sears (1913 - 1957), attore e regista
- Dorothy Sebastian (1903 - 1957), attrice
- Mack Sennett (1880 - 1960), attore, sceneggiatore e regista canadese

## T
- Doris Tate (1924 - 1992), madre di Sharon Tate
- Patricia Gay Tate (1957 - 2000), figlia di Doris e sorella di Sharon Tate
- Sharon Tate (1943 - 1969), attrice assassinata dalla famiglia Manson
- Dallas Taylor (1948 - 2015), batterista
- Ray Teal (1902 - 1976), attore
- Dewey Terry (1938 - 2003), musicista
- George Trafton (1896 - 1971), giocatore NFL

## V
- Joseph A. Valentine (1900 - 1949), direttore della fotografia
- Gloria Morgan Vanderbilt (1904 - 1965), socialite
- Joe Viterelli (1937 - 2004), attore

## W
- Robert Warwick (1878 - 1964), attore
- Lawrence Welk (1903 - 1992), musicista, direttore d'orchestra e produttore televisivo

## Y
- Georgiana Young (1923 - 2007), attrice
- Loretta Young (1913 - 2000), attrice
- Polly Ann Young (1908 - 1997), attrice